# مرسن ۸۱۹۱
سیارک ۸۱۹۱ (به انگلیسی: 8191 Mersenne، نامگذاری:1993OX9) هشت هزار و صد و نود و یکمین سیارک کشف شده‌است که در ۲۰ ژوئیه ۱۹۹۳ کشف شد.
قدر مطلق سیارک برابر ۱۴٫۴۰ است.